# Felipe Montes
Felipe Montes (Monterrey, 8 de septiembre de 1961) es un escritor mexicano. Sus creaciones literarias se integran en una sola obra titulada Monterrey. 

## Biografía
Felipe Montes nació el 8 de septiembre de 1961 en Monterrey, Nuevo León, México. Pasó su infancia entre el centro de dicha ciudad y las colonias Mirador, María Luisa, Seminario y Obispado. Con una gran sensibilidad, aprendió a leer y a escribir a muy temprana edad; creó su primer poema, La mariposa, a los cinco años, y su primer cuento, El niño perdido, a los seis.  
Su padre fue el historiador, pintor y anticuario Felipe Montes Villaseñor, gracias a quien Felipe se acercó al mundo de los libros. Una vasta biblioteca de más de veinte mil volúmenes, en una casa de tres pisos, amplio jardín y patio, conformaron su universo infantil. Su madre, Elena Espino Barros Robles, hija del fotógrafo Eugenio Espino Barros, inculcó en su hijo el amor por la poesía y por su ciudad natal, Monterrey.
De los seis a los trece años, y con el constante apoyo de sus padres, Montes coleccionó, por fascículos, la célebre enciclopedia Fauna, de la editorial Salvat. Él mismo reconoce los diez tomos de esta obra como su principal influencia literaria, y el estilo de su autor, Félix Rodríguez de la Fuente, como determinante para su quehacer literario.
A sus trece años ocurrieron otros eventos relevantes para su futuro literario: la familia se mudó de la casa grande de la colonia Mirador a otra de similares características, pero de menores dimensiones, en la colonia María Luisa, donde coincidió con el escritor David Toscana, con el poeta Homero Garza Garza, con el pintor Gerardo Cantú, con el músico Néstor René Mendoza y con el barítono Óscar Martínez. Cierto día, su profesor de literatura enfermó y fue sustituido por el maestro Rigoberto González quien, notando el interés de su alumno por la literatura, le abrió las puertas hacia Horacio Quiroga, Edgar Allan Poe y Ray Bradbury; días después del descubrimiento, Montes consideró convertirse en escritor, para lo cual, y pensando que dicho trabajo debía ejercerse, como mínimo, ocho horas diarias, volviendo de la escuela dedicó una tarde a la labor. Escribió seis cuentos y, satisfecho, salió a dar una caminata alrededor del Cerro del Obispado, al final de la cual entró a la Maternidad Conchita, miró su imagen en un ventanal y se dijo: “He ahí un escritor”.
En ese momento decidió escribir una obra extensa, una saga en prosa poética, una novela río, un poema en prosa que narrara el futuro de Monterrey, desde ese momento hasta su catastrófico final. Sin embargo, cinco años después, a los dieciocho, duplicó el proyecto, y decidió que su obra debería abarcar desde el origen mítico hasta el final de esta ciudad a la que tanto ama.
Así, y consultando en primera instancia los libros de la biblioteca familiar, escribió las primeras partes de esta obra, a la cual tituló, simplemente, Monterrey. Desde entonces ha dedicado su pluma exclusivamente a la composición de dicha obra, para lo cual ha integrado una biblioteca especializada en la región, que consta de más de cinco mil volúmenes.

## Obra literaria
Desde el punto de vista del periodista Ricardo Harden Cooper, Felipe Montes «construye una sola obra general cuyo universo literario condensa los mitos y la vida cotidiana que coexisten y se entremezclan en su natal Monterrey y su región»,3 por lo que su obra es una sola, dividida en grandes fragmentos que constituyen, por sí mismos, obras menores independientes. En conjunto, la totalidad de estos fragmentos conforman Monterrey, nombre de la obra completa de Montes.
Actualmente, las obras independientes que conforman Monterrey se agrupan en cinco grandes partes:
- La Casa Natal
- La Guerra Viva
- El Campo del Dolor
- La niebla
- Las piedras

Sobre su producción literaria, él ha dicho: «Desde los trece años me prometí hacer una gran obra sobre Monterrey. Primero pensé en hacerla fantástica; luego descubrí que sí había mucho que contar sobre el pasado y la realidad. A los dieciocho inicié una colección de libros y documentos acerca de la región con miras a crear un tejido de historias sobre la ciudad; un poema épico».4
Los libros publicados hasta el momento son:
- Casa Natal (poesía, 1996). Editorial El Reino.
- Catedrales (poesía, 1998). Vestigios.
- El Vigilante (novela, 2001). Plaza & Janés. ISBN 968-11-0462-5
- El Enrabiado (novela, 2003). Mondadori. ISBN 968-11-0608-3
- Sólido azul (novela, 2003). CONARTE. ISBN 968-5724-11-3
- El Evangelio del Niño Fidencio (novela, 2008). Editorial Acero. ISBN 9786070007071
- Dolores (novela, 2009). Editorial Acero.
- Yerbabuena (novela, 2013). 27 Editores.
- Barrio de Catedral (novela, 2016). Tusquets editores.
- De brasas y cenizas (novela, 2018). Editorial e-eñe Archivado el 7 de abril de 2019 en Wayback Machine..
- La Hacienda de la Soledad (novela, 2020; segunda edición, 2022). Amazon. ISBN-13 : 979-8676996178

## Premios y reconocimientos
A lo largo de su carrera literaria, Felipe Montes ha recibido numerosos premios y reconocimientos, entre los que destacan los siguientes:
- Premio Pergamino Juan Rulfo (AEPCH).
- Distinción y beca del Fondo Nacional para la Cultura y las Artes (CONACULTA).
- Distinción y beca del Sistema Nacional de Creadores (CONACULTA).
- Distinción y beca del Fondo Estatal para la Cultura y las Artes de Nuevo León (CONARTE).
- Distinción y beca del Centro de Escritores (CONARTE).
- Premio Nacional de Poesía (ITESM).

## Estilo
El estilo de Felipe Montes se considera poesía narrativa. En cada libro emplea diferentes tonos, los cuales se caracterizan por el empleo de metáforas, descripciones sensoriales, estructura narrativa cronológica, realismo mágico y crudo, escenarios reales y cambios de atmósfera.
En su obra literaria mantienen una fuerte presencia los elementos de la naturaleza, entre los que destacan los árboles y los vertebrados, además de seres fantásticos, entre ellos demonios y ángeles. 
Parte fundamental de la obra de Montes es la investigación. Por ejemplo, para la creación de sus novelas El Evangelio del Niño Fidencio (2008), El Enrabiado (2003) y Yerbabuena (2013) el autor estudió a fondo los contextos socio-históricos de cada historia para intercalar con la ficción elementos extraídos de archivos, libros, testimonios orales y otras fuentes de información.  
Muestra influencias de la obra poética de Luis de Góngora, Sor Juana Inés de la Cruz, José Hernández, Juan Zorrilla de San Martín, Federico García Lorca, César Vallejo, Vicente Huidobro, Bernardo Ortiz de Montellano, Xavier Villaurrutia, Pablo Neruda y Rafael Alberti, así como de la obra narrativa de Alonso de Ercilla, Horacio Quiroga, Camilo José Cela, Juan Rulfo, Rafael Sánchez Ferlosio, Gabriel García Márquez, Gustavo Sáinz y Luis Britto García.

## El Evangelio del Niño Fidencio
- Para componer El Evangelio del Niño Fidencio, afirma: «Hace aproximadamente doce años empecé a investigar, y desde hace cuatro años, desde 2003, cuando acabé con "El enrabiado", le estoy dando muy en serio a su escritura, pero ha crecido a 1500 páginas, ha disminuido a 800, y tengo ahorita algunas otras crisis; pero, para efectos de trabajo, la dividí en cinco partes, en cinco volúmenes».[1]

- Originalmente, El Evangelio del Niño Fidencio se presentaría en Espinazo, Nuevo León, México, el 17 de octubre de 2008, con motivo del aniversario número 82 del nacimiento “espiritual” del curandero.[2] Sin embargo, Ramón Ariel González López, hijo de doña Fabiola López de la Fuente, la dirigente de la Iglesia Fidencista Cristiana, impidió que el evento se llevara a cabo debido a inconformidades de la asociación religiosa con pasajes de la obra.[3]

- Los principales desacuerdos por parte de los líderes de la Iglesia Fidencista Cristiana iban encaminadas al uso de nombres reales de los familiares de Enrique López de la Fuente, quien adoptó a Fidencio como su hijo,[2] así como el uso de recursos literarios en la narración. Uno de los pasajes mencionados por González López, el cual consideró como una «ofensa»,[3] es el del nacimiento del Niño Fidencio, en el que se menciona que en su vientre, la madre espiritual sintió «un Pedazo De Carne, un Pez, un Gato, un Lechón».[3][4]

- Los representantes de la organización religiosa acordaron someter a revisión el texto de Montes para hacer las correcciones que consideraban pertinentes. Por su parte, el autor consideró mantener la edición original para todo el público y editar una versión especial para la Iglesia Fidencista.[3][5] A la fecha no se ha editado la versión aprobada por el grupo religioso.

- A pesar del desacuerdo entre ambas partes, El Evangelio del Niño Fidencio se presentó oficialmente durante la Feria Internacional del Libro Monterrey 2008, el domingo 19 de octubre,[5] al cumplirse 70 años del fallecimiento del taumaturgo.[2]

## Incursiones en otras disciplinas
Como parte de sus labores de creación artística, Felipe Montes ha incursionado en disciplinas tales como la música, el teatro y la pintura.

### Música
Como músico, Montes ha lanzado las producciones Cánticos, con obras originales a capela, y Monstruo, con piezas, también originales, de experimentación vocal con alteración electrónica. 

### Teatro
Como dramaturgo, Montes es autor de Por fin educadoras, Víctimas de la noche, ópera que incluye también música de Néstor René Mendoza y Óscar Martínez, La fuente seca y La caja de juguetes, ambos apólogos musicales en dos actos cada uno.

### Pintura
Felipe Montes ha producido dibujos a lápiz y a tinta china, pinturas al óleo, acuarelas y obras en acrílico. Ha participado en dos exposiciones colectivas y una individual, en la cual presentó una serie de 36 obras abstractas en acrílico, todas de las mismas dimensiones, integrantes de una serie mayor titulada Cien metros cuadrados.

## Ley de Mecenazgo
De 2001 a 2009 impulsó la institución de una Ley de Mecenazgo para el estado de Nuevo León, misma que fue promulgada por el H. Congreso de dicho estado en diciembre de 2009, gracias a la cual centenares de artistas han visto apoyadas económicamente sus carreras, y la cual sigue funcionando exitosamente hasta la fecha.

## Controversia
En noviembre de 2017, Acoso en la U, sitio web inspirado en el movimiento Me Too y creado por tres estudiantes del Tecnológico de Monterrey y de la Universidad de Monterrey, emitió acusaciones confidenciales en contra de Felipe Montes por acoso y abuso sexual a estudiantes mayores y menores de edad. Ello originó la atención de los medios nivel nacional, tras lo cual el Tecnológico de Monterrey, suspendió las actividades docentes del maestro el día 22 de noviembre de 20176 e hizo público este despido a través de los medios y un comunicado oficial del rector David Garza en el cual éste estipula: "En nuestra institución tenemos cero tolerancia a conductas inapropiadas que atenten contra la integridad de las personas y actuamos con firmeza ante cualquier circunstancia en la que se evidencie el haber vulnerado la dignidad de las personas”. El Tec de Monterrey afirmó que había empleado, para tomar esta decisión, un protocolo para estos casos, aunque el lanzamiento de dicho protocolo se verificó dos meses después, el día 18 de enero de 2018.
Numerosos medios informativos, amigos de Felipe Montes y algunos autores, como el caso de Guillermo Colín que ha tenido denuncias de acoso laboral, cuestionaron la falta de la aplicación de un debido proceso en este caso por parte del Tec de Monterrey.
Para la Feria Internacional del Libro Monterrey 2018, organizada por el Tec de Monterrey, la sede de Monterrey del Fondo de Cultura Económica invitó a Montes a presentar un libro de uno de sus autores. Las tres integrantes de Acoso en la U y el grupo Feministas del Tec, notificaron al Tecnológico de Monterrey este hecho y pidieron que prohibiera la entrada del escritor al evento librero para proteger a sus denunciantes y hacer del evento un espacio seguro para los alumnos. El Tecnológico de Monterrey no estaba enterado de la inclusión de Montes por parte del Fondo de Cultura Económica, debido a que esta institución no reportó en el programa la inclusión de Montes como presentador en la FIL. Esto derivó en que el Tec de Monterrey hablara con la editorial para sustituir al presentador, vetando su acceso al evento como participante. Meses después, la Universidad Autónoma de Nuevo León dejó al literato participar en un evento de micrófono abierto. Sin embargo, Montes no fue incluido en la programación de UANLeer 2019 en ninguno de los eventos.
Felipe Montes inició un procedimiento de protección de derechos ARCO, y solicitó ante el Instituto Nacional de Transparencia, Acceso a la Información y Protección de Datos Personales (INAI), obligar a revelar los datos personales de las denunciantes del movimiento #AcosoEnLaU. Ante la negativa de revelar esta información, el INAI inició un procedimiento de sanción contra las denunciantes de Montes.